# Tấm thạch cao

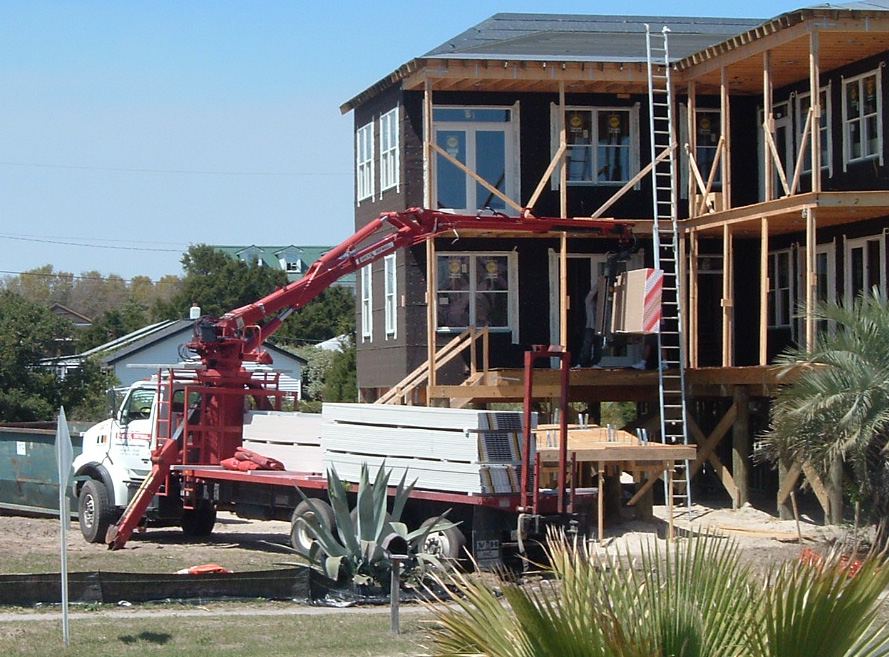
Drywall is delivered to a building site on a flatbed truck and unloaded with a forked material handler crane. The bulk drywall sheets are unloaded directly to upper floors via a window or exterior doorway.

Tấm thạch cao là một trong những vật liệu làm vách hoặc trần phổ biến nhất trong xây dựng và trang trí nội thất. Vật liệu này ngày càng được sử dụng nhiều hơn trong xây dựng do có đặc tính nhanh gọn, khô ráo và sạch sẽ trong thi công.

## Quy trình sản xuất
Nguyên liệu thạch cao thiên nhiên được đưa qua lò nung ở nhiệt độ khoảng 150 °C. Sau đó được thêm một số chất phụ gia như tinh bột, sợi thủy tinh, K2SO4

## Các loại tấm thạch cao
- Tấm thạch cao tiêu chuẩn
- Tấm thạch cao chịu lửa
- Tấm thạch cao kháng ẩm
- Tấm phủ nhôm (cách nhiệt)
- Tấm cạnh lục giác
- Tấm trang trí